# Neomuretia pisidica
Neomuretia pisidica är en växtart i släktet Neomuretia och familjen flockblommiga växter.
Arten förekommer i Turkiet. Den beskrevs först som Hellenocarum pisidicum av Kit Tan 1986, och fick sitt nu gällande namn av Jevgenij Kljujkov, Galina Degtjareva och Jekaterina Zacharova 2016.